# 鞆の浦歴史民俗資料館
福山市鞆の浦歴史民俗資料館（ふくやましとものうられきしみんぞくしりょうかん）は、広島県福山市鞆町後地にある博物館。「潮待ちの館」の愛称をもつ。

## 概要
万葉の時代から栄えた鞆の浦を中心とする瀬戸内の歴史と文化を紹介する施設で、福島正則が築いたとされる鞆城跡（福山市指定史跡）に建てられている。庭から鞆公園（国の名勝）や四国の山々を見渡すことができ、ここからの景色は一見の価値がある。なお、館の建設は城跡の十分な調査のないまま進められたため遺構が大きく破壊された可能性が指摘されている。また、資料館に通じる坂道にある石垣は建設地に存在した鞆城のものと思われる石材を集めて模擬的に組まれたものである。
同館の運営は福山市であるが、後援会組織として鞆の住民及び福山市民を中心に組織された「福山市鞆の浦歴史民俗資料館友の会」が関連行事などの積極的支援を行っており、鞆の恒例行事にもなっている「鞆・町並みひな祭り」や「八朔の馬出し」などの行事は同会が運営の中心を担うなど、鞆の浦の歴史遺産を活かしたまちづくりを積極的に行っている。

## 主な展示物
- 鯛網漁のジオラマ
- イカリづくりの鍛冶場
- 箏曲家・宮城道雄の愛用琴などの遺品
- 国の史跡「朝鮮通信使遺跡」の歴史資料
- 広島県指定史跡「備後安国寺」の歴史資料
- 広島県指定史跡「鞆七卿落遺跡」の歴史資料
- 市無形民俗文化財「お弓神事」、同「お手火まつり」、秋祭りの布団太鼓「チョウサイ」、「八朔の馬出し」等の民俗資料
- 保命酒店先の復元模型
- 鞆の歴史・祭り等の紹介ビデオコーナー

## 利用情報
- 開館時間― 9:00～17:00 （10月～3月は16:30 まで）
- 休館日― 月曜日（祝日の場合は翌日）、年末年始（12/28～1/3）
- 入館料― 大人150円、高校生以下は無料

## 交通アクセス
- 西日本旅客鉄道（JR西日本）山陽本線および山陽新幹線 福山駅から鞆鉄道バスで30分、「鞆の浦」停留所下車 徒歩5分

## 周辺情報
- 鞆の浦
  - 安国寺
  - 福禅寺
  - 太田家住宅・鞆七卿落遺跡
  - 沼名前神社
  - いろは丸展示館
  - 法宣寺